# 16543 Rosetta
16543 Rosetta è un asteroide della fascia principale. Scoperto nel 1991, presenta un'orbita caratterizzata da un semiasse maggiore pari a 2,3206470 UA e da un'eccentricità di 0,1262480, inclinata di 7,38371° rispetto all'eclittica.